# عشق جریحه‌دارشده تیلی
عشق جریحه‌دارشدهٔ تیلی (به انگلیسی: Tillie's Punctured Romance) فیلمی نیمه بلند و صامت، در سبک کمدی رمانتیک به نویسندگی و کارگردانی و تهیه‌کنندگی مک سنت با بازی چارلی چاپلین، ماری درسلر، میبل نورماند و تولید سال ۱۹۱۴ می‌باشد. بیشتر شوخی‌های این فیلم از نوع کمدی بزن‌بکوب است. این فیلم، نخستین فیلم کمدی بلند سینماست.
نکتهٔ جالب این است که میلتون برل همواره مدعی بود که نقش آن کودک روزنامه‌فروشِ فیلم را، او بازی کرده‌است، حال آنکه در واقع، «گوردون گریفیث» آن نقش را بازی کرده بود؛ ولی نامش در عنوان‌بندی فیلم نیامده بود.

## بازیگران
- چارلی چاپلین - چارلی، حقه باز شهر
- ماری درسلر - تیلی
- میبل نورماند - دوست چارلی
- مک سوین - پدر تیلی
- چارلز بنت - عموی میلیونر تیلی
- چستر کانکلین - آقای ووزیس
- فیلیس آلن - سرپرستار زندان/ مشتری رستوران
- بیلی بنت - زن جوان/ مهمان
- جو بوردو - پلیس
- گلن کاوندر - پیانیست اول در رستوران
- چارلی چیس - کارآگاه در سینما
- دیکسی شن - مهمان
- نیک کاگلی - گروهبان پشت میز
- آلیس دونپورت - مهمان
- مینتا دارفی - دوست کلاهبردار در «سرنوشت دزد»
- تد ادواردز - پیشخدمت
- بیلی گیلبرت - پلیس
- گوردون گریفیث - پسر روزنامه فروش
- ویلیام هابر - خدمتکار
- فرد فیشبک - خدمتکار
- آلیس هاول - مهمان
- ادگار کندی - صاحب رستوران/ باتلر
- گراور لیگن - پلیس
- والاس مک‌دونالد - پلیس
- هانک مان - پلیس
- ژن مارش - زن جوان/ پیشخدمت
- هری مک‌کوی - پیانیست دوم در رستوران/ پیانیست در سینما/ خدمتکار
- گوردون گریفیث - کودک
- چارلز ماری - کارآگاه در «سرنوشت دزد»
- فرانک آپرمن - کشیش دی سیمپسون
- فریتز چیدا - پیشخدمت/ کسی که شام می‌خورد
- ال سنت جان - پلیس
- اسلیم سامرویل - پلیس
- ای ادوارد سادرلند - پلیس
- مورگان والاس - دزد در فیلم
- بیلی گیلبرت
- فرانک آپرمن